# Pegaz (ozvezdje)
Pegaz (latinsko Pegasus) je ozvezdje severne nebesne poloble in eno od 88 sodobnih ozvezdij, ki jih je priznala Mednarodna astronomska zveza. Bilo je tudi eno od Ptolemejevih 48 ozvezdij. Imenuje se po mitološkemu krilatemu konju Pegazu iz gške mitologije.

## Značilnosti
Zvezde Markab (α Peg ), Šeat (β Peg) in Algenib (Al ganib, γ Peg), skupaj z zvezdo Alferac (Alferaz, α Andromede) tvorijo veliki asterizem, znan kot Pegazov kvadrat. Zvezda 51 Pegaza je prva znana zvezda, podobna Soncu, za katero vemo da ima planet.

## Znana nebesna telesa v ozvezdju

### Zvezde
- Markab (α Peg ),
- Šeat (β Peg),
- Algenib (γ Peg) [Al ganib],
- Alferac (δ Peg) [Alferaz], (α Andromede),
- Enf (ε Peg) [Enif],
- Homam (ζ Peg), [Humam, Al Hamam],
- Matar (η Peg) [Sad al Matar],
- Baham (θ Peg) [Biham, Sad al Baham, Bahaim]
- Sadalbari (μ Peg) [Sad al Bari, Sad al bari, Sad al Nazi].